# Deutschordenskommende Rixheim
Die Deutschordenskommende Rixheim war die Kommende des Deutschen Ordens in Rixheim im Elsass (heute:  Region Grand Est) in Frankreich. Sie gehörte zur Deutschordensballei Schwaben-Elsass-Burgund.

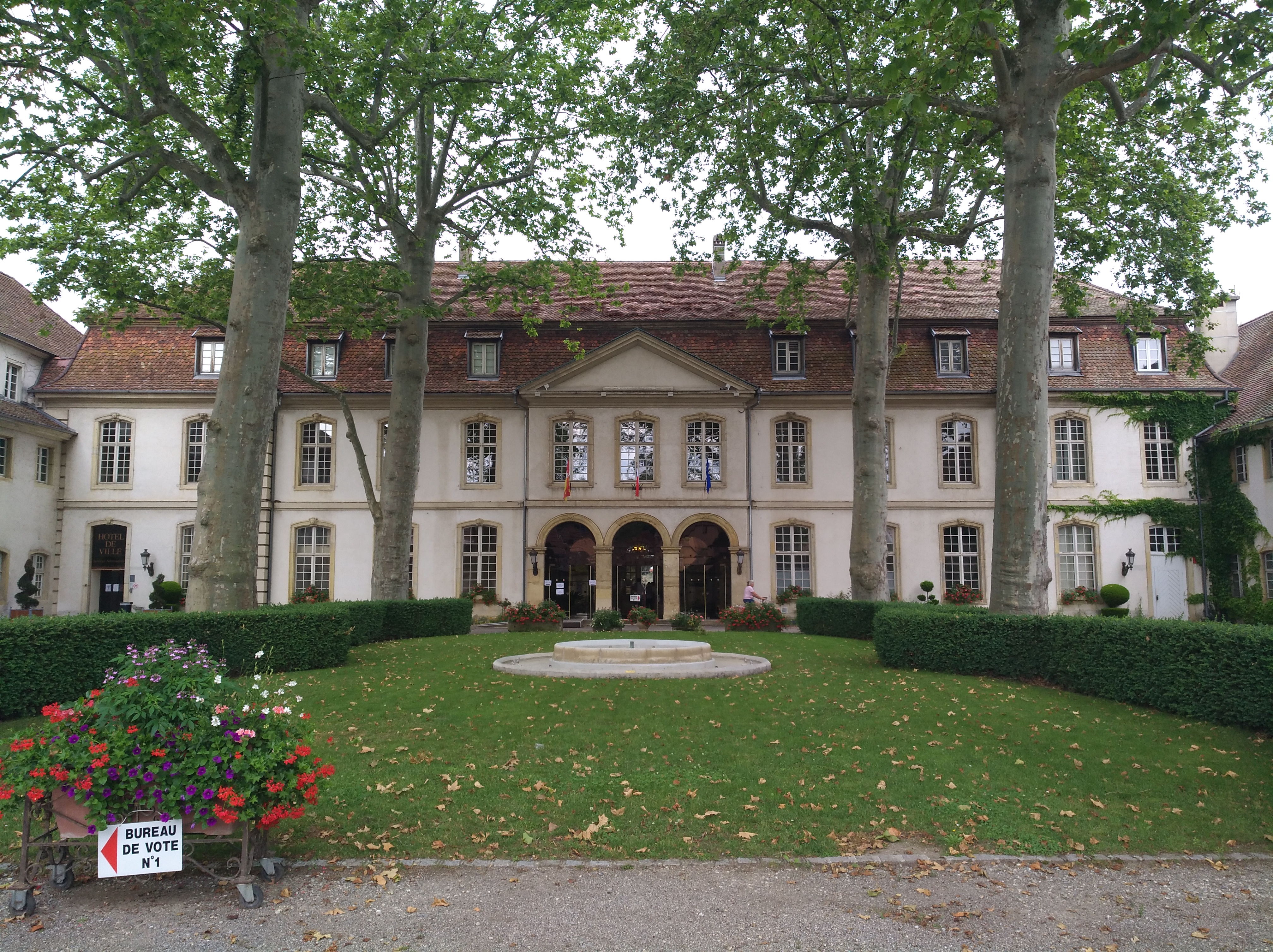
Mittelflügel (Mairie)

## Geschichte
Die älteste erhaltene Erwähnung der späteren Deutschordenskommende Rixheim stammt von 1414 als „Dünghof“ (Dinghof), der damals schon dem Deutschen Orden gehörte. Nach der Reformation, als die benachbarte Stadt Mülhausen evangelisch wurde, verlegte die Deutschordenskommende Mülhausen ihren Sitz nach Rixheim und verkaufte ihren Besitz in Mühlhausen. In Folge des Dreißigjährigen Kriegs gelangte der Besitz in Rixheim in die Hände eines Oberst „Diessbach“ und anderer und es dauerte bis 1699, bevor der Orden die Anlage wieder als Komturei nutzen konnte.
1732 beschlossen, wurde 1735–1738 baulich eine neue Niederlassung errichtet – die heute noch bestehende Anlage. Architekt war Johann Caspar Bagnato. Die Stuckdecken von damals sind erhalten. Das Vorhaben stellte finanziell eine große Belastung dar, so dass es in Rixheim nie zum Bau einer eigenen Kirche des Ordens kam. Er nutzte die Pfarrkirche St. Leodegar (Saint-Léger) mit und besaß dort im Chor ein abgeschlossenes, eigens Oratorium.
Als kirchlicher Besitz wurde die Anlage im Zuge der Französischen Revolution enteignet. Die Deutschordensritter flohen nach Basel, der letzte Komtur, Kempf, starb 1796 in Hitzkirch. Ab 1792 wurde das Gebäude zunächst als Gefängnis und Militärkrankenhaus genutzt. 1797 erwarb die Anlage ein Tapetenfabrikant aus Mulhouse, 1802 der Tapetenfabrikant Jean Zuber, dessen Tapetenfabrik noch heute einen Teil der Anlage nutzt. Für diese Fabriknutzung wurden im Laufe des 19. Jahrhunderts eine Reihe von Industriegebäuden an die historische Anlage angebaut, die aber heute größtenteils wieder verschwunden sind. 1984 kaufte die Stadt Rixheim den Besitz.
Aktuell hat das Gebäude drei Nutzer:
- Im Ostflügel befindet sich das Tapetenmuseum Rixheim.
- Im mittigen Flügel ist die Mairie von Rixheim untergebracht.
- Im westlichen Flügel findet sich die Tapetenfabrik Zuber & Cie, die seit mehr als 200 Jahren in Handarbeit gefertigte Bildtapeten herstellt.

## Gebäude
Das Gebäude ist eine schlossartige Dreiflügel-Anlage mit zwei Vollgeschossen und darüber noch einem Mansarddach.
Hinter dem Gebäude liegt ein kleiner Park im englischen Stil, den Jean Zuber und seine Nachfolger angelegt haben. Dabei pflanzten sie auch viele exotische Gewächse.